# Dio Brando
Dio Brando (ディオ・ブランドー?), o posteriormente llamado solo DIO, es un villano y el personaje con más repercusión en todo el universo de "JoJo's Bizarre Adventure", siendo el antagonista principal de la parte 1, "Phantom Blood", y la parte 3, "Stardust Crusaders".
Dio era un joven letrado británico que, debido al poder místico de una máscara de piedra ancestral, se convierte en vampiro. Después de desaparecer en un naufragio en 1889, reaparece cien años después, cuando es rescatado casualmente por un pesquero buscador de tesoros. Posteriormente, adquiere su propio Stand, "The World", que le permite detener el tiempo por un corto período de tiempo.

## Historia de publicación
Dio hizo su primera aparición en el Capítulo 1 de Phantom Blood, el primer arco argumental, en 1987 siendo el primer villano creado por Hirohiko Araki para JoJo's Bizarre Adventure. 
Araki utilizó la palabra italiana "Dio" que significa "Dios" y el apellido del actor Marlon Brando para crear el nombre de Dio Brando. A partir de Stardust Crusaders, el tercer arco argumental, se refieren a él únicamente como DIO en referencia a la banda Dio.
DIO es el villano definitivo de la serie de JoJo's, ya que aparece en casi todos los arcos aunque sea sólo mencionado, es el villano principal en la mayoría de sus videojuegos.
También fue elegido como el villano más atractivo de todo Shonen Jump en una encuesta oficial realizada en Japón.

## Cultura popular
DIO se ha convertido en uno de los villanos más emblemáticos de todo el anime y manga, llegando incluso a considerarse un personaje conocido por la mayoría de habitantes en Japón pues hace su aparición en el anime desde el primer episodio y hasta el final del tercer arco. Destacando el hecho de que se le hace mención en el resto de las partes de la franquicia en las que no aparece.